# Каламици
Каламици (грч. Καλαμίτσι) је приморско насељено место у општини Ситонија у периферији Средишња Македонија, Грчка. Према попису из 2021. године био је 41 становник.
Насеље се први пут помиње на попису из 1913. године са 13 породица и 50 житеља. После 1924. године ту је основано ново насеље где су насељене грчке избегличке породице, којих је на попису из 1928. године било 50.